# Marasme
El marasme és una forma de malnutrició severa caracteritzada per deficiència energètica. Pot ocórrer en qualsevol persona amb malnutrició severa, però sol aparèixer en nens. El pes corporal es redueix a menys del 62% del pes corporal normal (esperat) per a l'edat. L'aparició de marasme augmenta abans d'un any d'edat, mentre que l'aparició de kwashiorkor augmenta després dels 18 mesos. Es pot distingir del kwashiorkor perquè el kwashiorkor és una deficiència de proteïnes amb una ingesta energètica adequada, mentre que el marasme és una ingesta energètica inadequada en totes les formes, incloses les proteïnes. Tanmateix, aquesta clara separació de marasme i kwashiorkor no sempre és clínicament evident, ja que el kwashiorkor sovint es veu en un context d'ingesta calòrica insuficient i són possibles quadres clínics mixts, anomenats kwashiorkor maràsmic. La deficiència de proteïnes en el kwashiorkor generalment condueix a edema i ascites, mentre que la pèrdua muscular i la pèrdua de greix subcutani són els principals signes clínics del marasme, que fa que les costelles i les articulacions sobresurtin.
El pronòstic és millor que el del kwashiorkor. El marasme és la forma de malnutrició més altament associada al VIH, que es desenvolupa en les últimes etapes de la sida pediàtrica, i el pronòstic dels nens amb marasme comòrbid i VIH és molt dolent.
La paraula "marasmus" prové del grec μαρασμός marasmos ("marciment").